# Cristiano Biraghi
Cristiano Biraghi (ur. 1 września 1992 w Cernusco sul Naviglio) – włoski piłkarz, występujący na pozycji obrońcy we włoskim klubie Torino FC, do którego jest wypożyczony z ACF Fiorentina oraz w reprezentacji Włoch.